# Мартинюк Василь Зіновійович

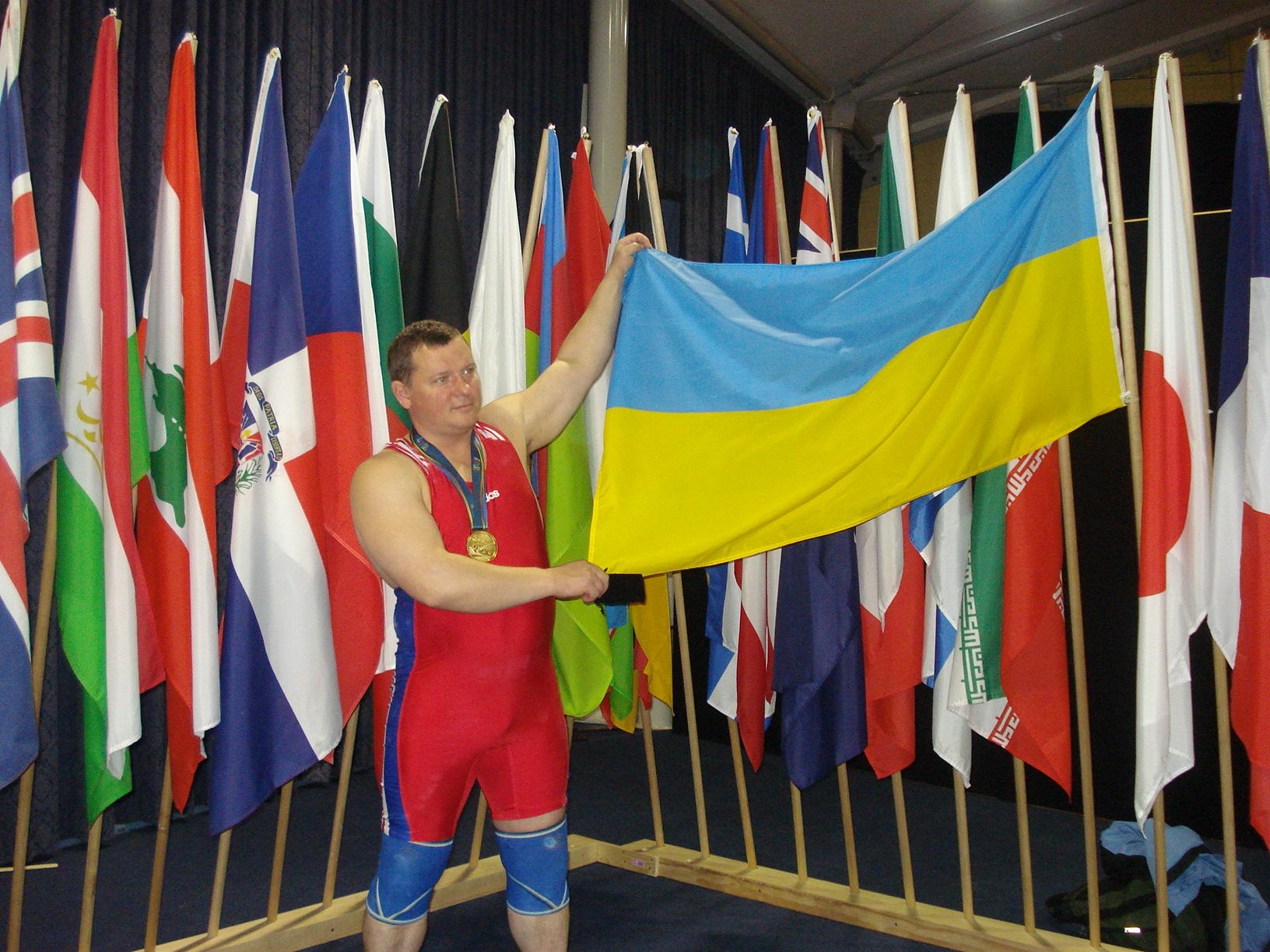

Васи́ль Зіно́війович Мартиню́к — український важкоатлет, майстер спорту міжнародного класу, проживає в м. Львів, шестиразовий Чемпіон світу та семиразовий Чемпіон Європи серед ветеранів, Переможець Всесвітніх ігор 2009 року, та переможець Європейських ігор 2015 року, Багаторазовій Чемпіон і призер міжнародних змагань, володар чотирьох Кубків. України та дворазовий Чемпіон України, стаж тренування та виступів понад 35 років. На сьогоднішній день, член виконкому відділення Національного Олімпійського Комітету України у Львівській області. Президент Асоціації ветеранів спорту Львівської області. Віцепрезидент Львівської обласної організації, федерації важкої атлетики України. Віцепрезидент Ліги майстрів важкої атлетики та аматорів функціонально-силового спорту України.

## Спортивні досягнення
- 2006 року на Чемпіонаті Європи серед майстрів (Хансхейм Німеччина) здобув золоту медаль і став абсолютним переможцем, встановив рекорд світу та Європи
- 2006 рік Чемпіонат світу серед майстрів (Бордо Франція) переможець в абсолютній абсолютний першості встановив рекорд світу та Європи.
- 2007 рік на Чемпіонаті Європи серед майстрів (Лімасол Кіпр) здобув золоту медаль і став абсолютним переможцем.
- 2007 рік Чемпіон світу серед майстрів (Казінцбарціка Угорщина)
- 2008 рік Чемпіон Європи серед майстрів (Богумін Чехія) здобув золоту медаль і став абсолютним переможцем,
- 2009 року на VII Всесвітніх іграх майстрів (Сідней) встановив шість світових рекордів, вагова категорія до 105 кілограмів,
- 2009 рік Чемпіон світу серед майстрів (Сідней Австралія) проходив паралельно до Всесвітніх ігор.
- 2010 рік Чемпіон Європи серед майстрів (Лінц Австрія).
- 2010 рік Чемпіон світу серед майстрів (Чеханов Польща)
- 2011 рік Чемпіон Європи серед майстрів (Хансхейм Німеччина) здобув золоту медаль і став абсолютним переможцем вікової групи.
- 2011 рік Чемпіонат світу серед майстрів (Лімасол Кіпр), переможець в абсолютній першості встановив рекорд світу та Європи.
- 2013 рік Чемпіон Європи серед майстрів (Кушидаси Туреччина)
- 2014 рік сьома перемога на чемпіонатах Європи серед ветеранів в (Казінцбарціка Угорщина).
- 2015 рік Європейські ігри майстрів (Ніцца Франція), золота медаль чемпіона.
- 2016 рік шостий раз переможець Чемпіонату світу серед майстрів (Хансхейм Німеччина)